# AIDAnova
El AIDAnova es un crucero de la clase Excellence operado por AIDA Cruises. Fue construido por Meyer Werft GmbH en Papenburg, Alemania, bajo contrato con Carnival Corporation para ser puesto en servicio con la línea de cruceros AIDA Cruises. La primera de las nuevas naves de la clase Excellence, fue botado el 21 de agosto de 2018 y estuvo en fase final de pruebas de mar durante el mes de noviembre de 2018.

## Historial de servicio
El navío es el primer crucero en el mundo que puede operar utilizando como único combustible gas natural licuado (GNL).
En noviembre de 2018 se cancelaron varios cruceros así como el viaje desde Hamburgo al Sur el 2 de diciembre siguiente debido a retrasos en la entrega del buque causados principalmente por la reconstrucción de algunos camarotes que se incendiaron tras la transferencia desde dique seco al mar. El buque se entregó el 12 de diciembre de 2018 y comenzó su primer crucero el 19 de diciembre de 2018 desde Tenerife. Teniendo en cuenta los desafíos técnicos de ser el primer crucero de GNL y tratar de minimizar los costes de diseño, Carnival Cruise Line ordenó un segundo buque idéntico, que se entregó en 2020 (el Mardi Gras).
A septiembre de 2019, el AIDAnova navegaba en cruceros por el Mediterráneo y Canarias. En 2022 ha estado navegando en el norte de Europa, el puerto de Nordfjordeid en Noruega se visita en todos los viajes de este crucero.

## Galería

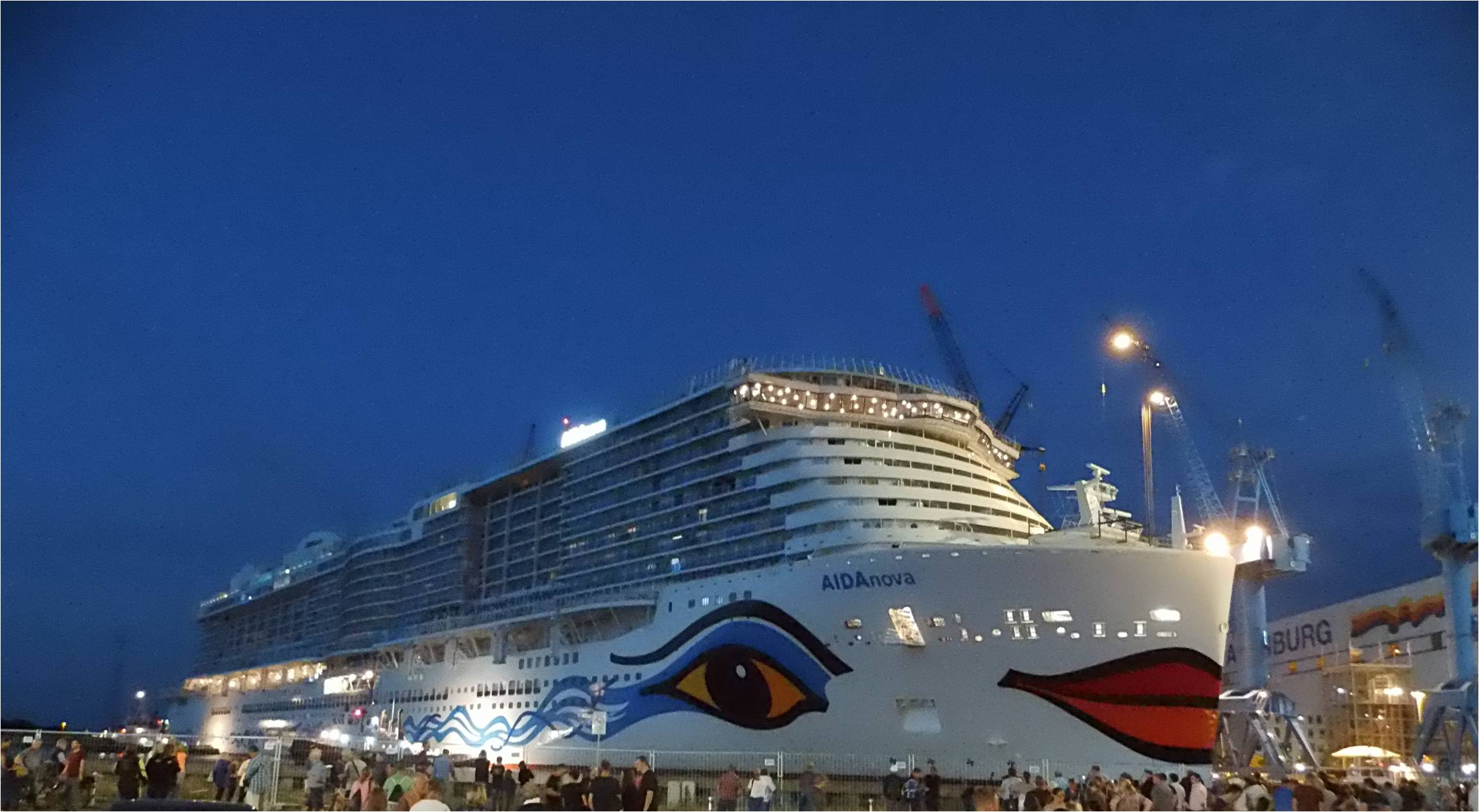
El AIDAnova en su botadura, agosto de 2018.
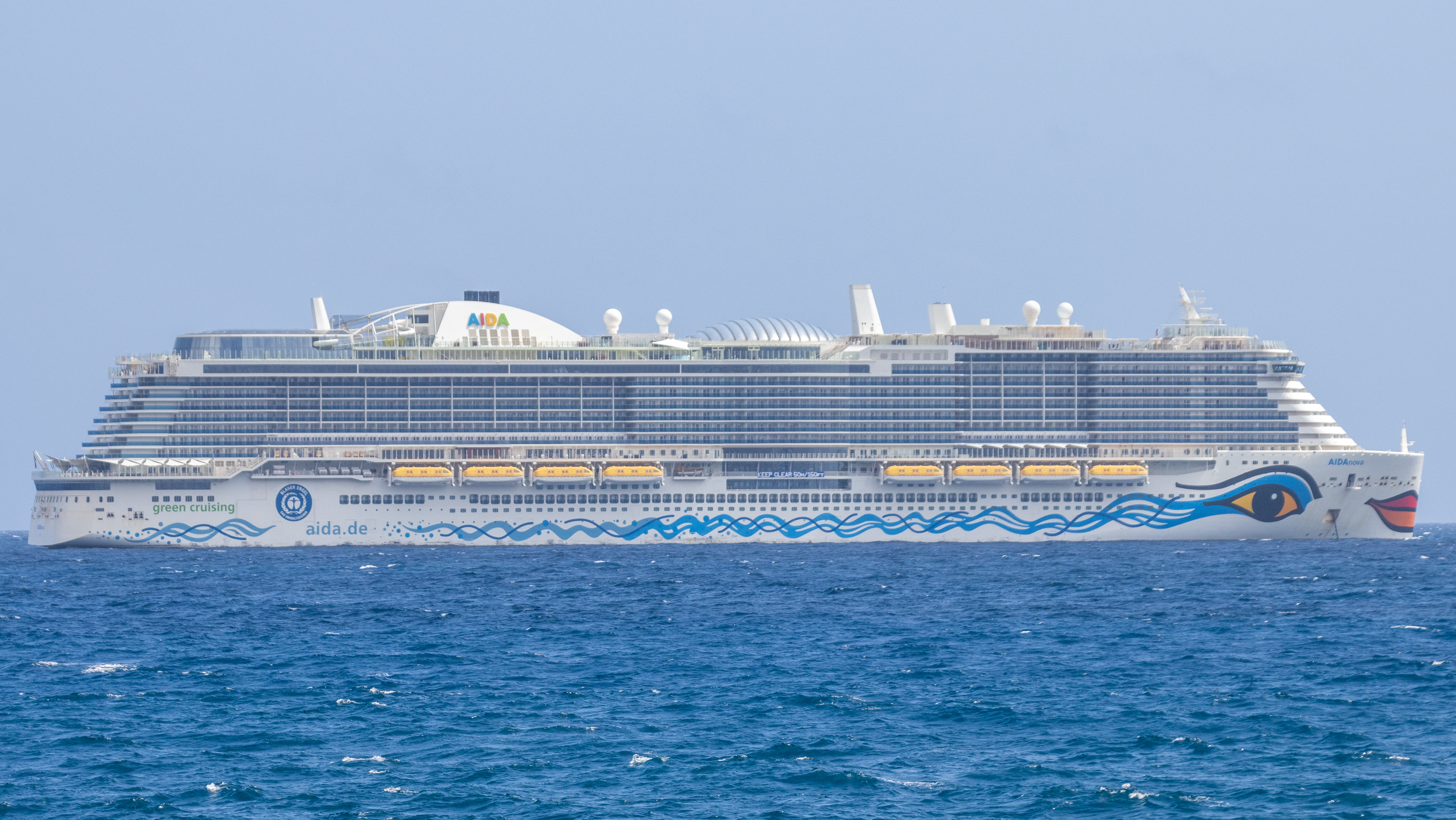
El AIDAnova en el año 2021.
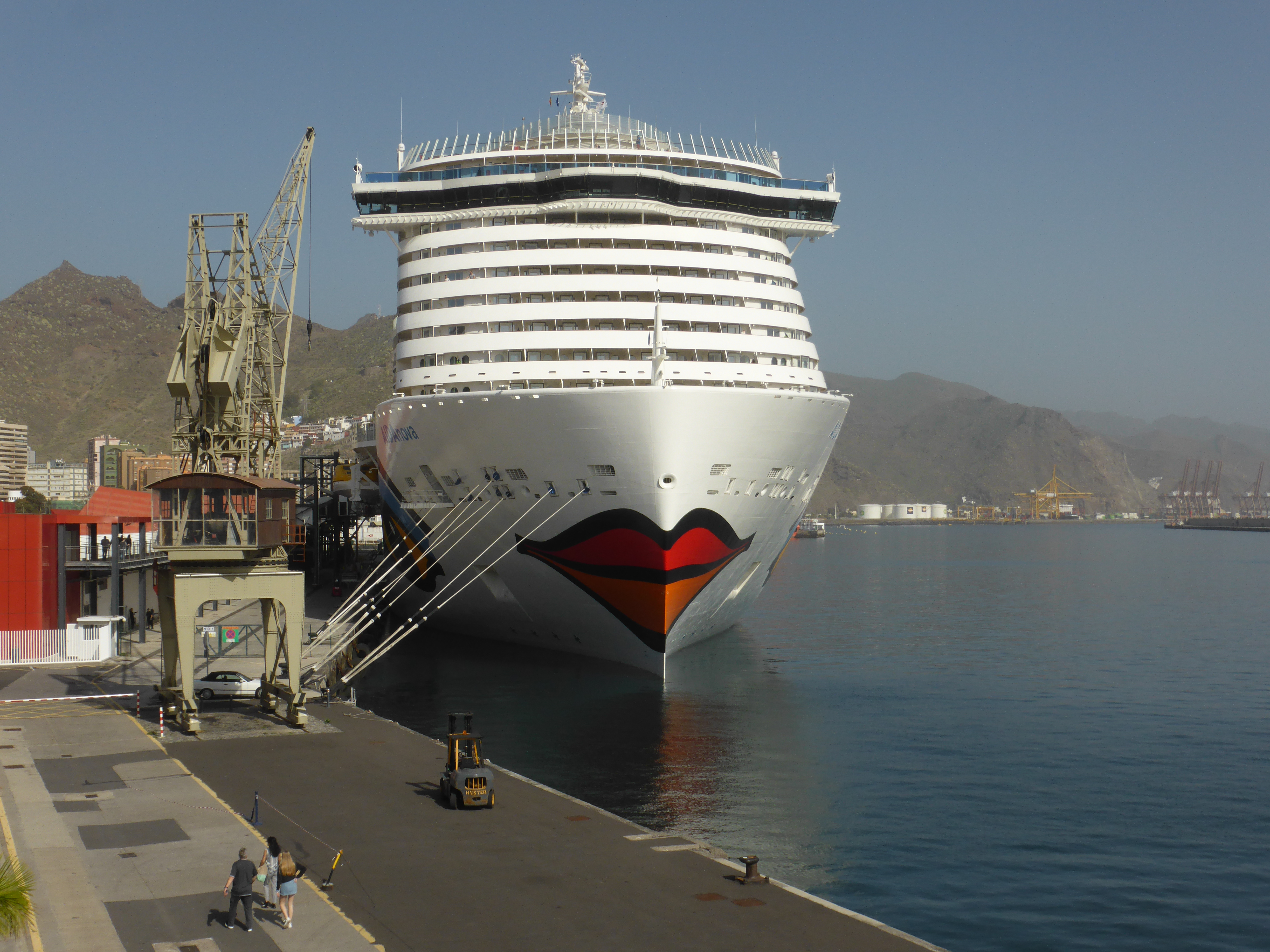
Vista de proa del AIDAnova, en el puerto de Santa Cruz de Tenerife.
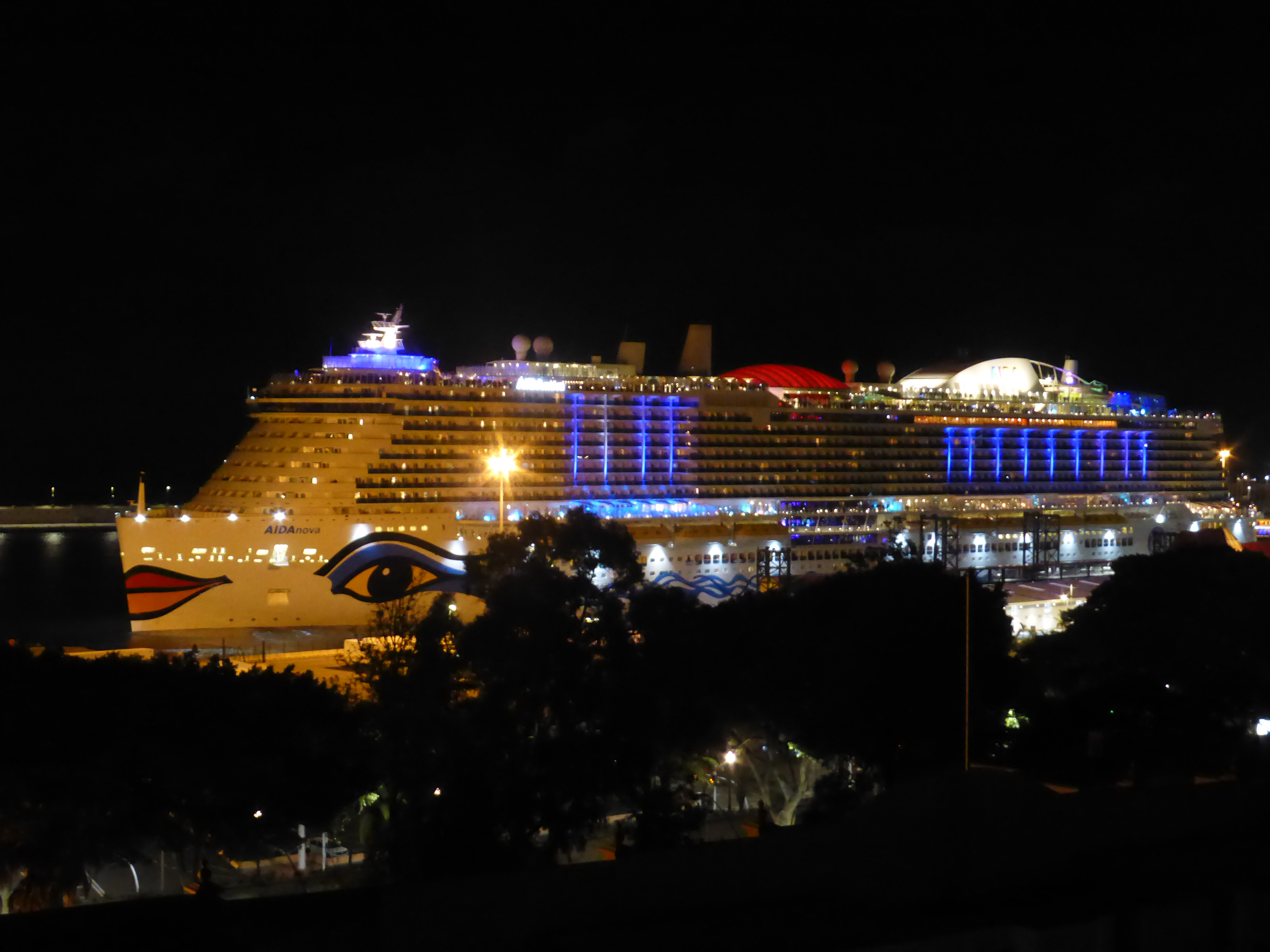
AIDAnova saliendo de noche.